# Aedes hortator
Aedes hortator är en tvåvingeart som beskrevs av E. Sydney Marks 1907. Aedes hortator ingår i släktet Aedes och familjen stickmyggor. Inga underarter finns listade i Catalogue of Life.